# إدواردو فارغاس
إدواردو فارغاس (بالإسبانية: Eduardo Vargas) وإسمه الكامل إدواردو خيسوس فارغاز روخاس (بالإسبانية: Eduardo Jesús Vargas Rojas) وهو لاعب كرة قدم تشيلياني في مركز الهجوم ولد في يوم 20 نوفمبر 1989 في مدينة سانتياغو عاصمة تشيلي، وهو يلعب حالياً مع نادي هوفنهايم الألماني الذي انضم له قادما من نادي نابولي، الذي كان قد استقدمه مقابل حوالي 13.5 مليون يورو من نادي يونيفرسيداد تشيلي في شتاء 2012 ، وقضى هناك ثلاثة مواسم ونصف كان في أغلبها معاراً بين أندية غريميو بورتو أليغرينزي في البرازيل، فالنسيا في إسبانيا، وأخيراً في نادي كوينز بارك رينجرز الإنجليزي، كما لعب في صفوف نادي كوبريلوا قبل انتقاله إلى نادي يونيفرسيداد تشيلي في بلده تشيلي، ومنذ عام 2009 وهو يلعب في صفوف المنتخب التشيلي الوطني وهو رابع هدافيها عبر التاريخ بواحد وثلاثين هدفاً من ستّين مباراة (ثاني أفضل مُعدّل من بين الهدافين الأربعة الأوائل)، وقد توّج مع الفريق بآخر نسختين من كوبا أمريكا (كوبا أمريكا 2015 التي استضافتها تشيلي، وكوبا أمريكا المئوية) وكان فارغاس قد اختير هدّافاً لكلتا النسختين بتسجيله أربعة أهداف في نسخة 2015 (وقد اختير الهدّاف رغم تعادله في الأهداف مع البيروفي باولو غيريرو)، وانفرد بصدارة هدافي النسخة المؤية بستة أهداف
سجّل أربعة منها (سوبر هاتريك) في مرمى المكسيك في مباراة ربع النهائي التي اكتسح فيها التشيليون المكسيكيين بسباعية بيضاء.

## المسيرة الإحترافية

### كوبرايلو
بدأ فارغاس مسيرته في اللعب مع الفِرق الهاوية داخل مدينة رينكا الواقعة بإقليم سانتياغو، لكنه لم يلعب في فرقِ فتيان أخرى نظراً لبُعد مسكنه عن منطقة سانتياغو الكبرى التي تتواجد فيها معظم الفرق المحليّة. سنة 2006، استمر إدواردو في اللعب لصالح الفرق الهاوية بدوري الدرجة الثالثة، حيث شارك في منافسة محليّة أُقيمت ببويرتو مونت، وكان هدّاف فريقه.
لاحقاً، قام أوسفالدو هورتادو بتقديم فارغاس لمدرب فريق كوربيلوا خورخي أرافينا. خضع إدواردو لعدة اختبارات وامتحانات لتقييم قدراته ليَلتحق بعد ذلك بفريق كوربيلوا عام 2006. لعب لأول مرة بفريق كوربيلوا ب في دوري الدرجة الثالثة. وسجل أول هدف له في السابع من أغسطس ضد فريق جامعة أرتورو برات. ثم سجل لاحقاً هدفاً آخر لصالح فريقه بـ 28 أغسطس في شباك نادي سان ماركوس دي أريكا.

## روابط خارجية
- إدواردو فارغاس على موقع الاتحاد الدولي (مؤرشف)  (الإنجليزية)
- إدواردو فارغاس على موقع الاتحاد الأوربي (الإنجليزية)
- إدواردو فارغاس على موقع قاعدة بيانات كرة القدم.إي يو (الإنجليزية)
- إدواردو فارغاس على موقع ليكيب (الفرنسية)
- إدواردو فارغاس على موقع ناشيونال فوتبول تيمز (الإنجليزية)
- إدواردو فارغاس على موقع Soccerbase.com (لاعب) (الإنجليزية)
- إدواردو فارغاس على موقع Soccerway.com (الإنجليزية)
- إدواردو فارغاس على موقع عالم كرة القدم.نت (الإنجليزية)
- إدواردو فارغاس على موقع AS.com (الإسبانية)